# Lista di regole di inferenza
Regole di inferenza di uso comune. 
- Reductio ad absurdum

## Regole di trasformazione condizionale
- Modus ponens
- Modus tollens
- Congiunzione
- Disgiunzione
- Semplificazione
- Addizione
- Ripetizione
- Sillogismo disgiuntivo
- Sillogismo ipotetico
- Dilemma costruttivo
- Dilemma distruttivo

## Regole di trasformazione bicondizionale
- Doppia negazione
- Implicazione
- Contrapposizione
- Esportazione
- Distribuzione
- Leggi di De Morgan
- Commutazione
- Associazione
- Tautologia
- Equivalenza

## Regole di trasformazione ipotetica
- Dimostrazione condizionale
- Dimostrazione indiretta